# Marco Antonio Bonciari
Marco Antonio Bonciari (* 9. Februar 1555 in Antria bei Perugia; † 9. Januar 1616 in Perugia) war ein italienischer Humanist der Renaissance.

## Leben
Bonciari wurde am 9. Februar 1555 im Dorf Antria, etwa zehn Kilometer von Perugia entfernt, geboren. Sein Vater war in seiner Jugend Schuhmacher, seine Mutter war die Tochter eines Arztes, und einer der Brüder seines Vaters war römisch-katholischer Geistlicher und Vikar des Erzbischofs von Chieti, Fulvio Giulio della Corgna.
Da seine Eltern ihm keinen Schulbesuch in Perugia finanzieren konnten, musste er in einem zwei Meilen entfernten Dorf zum Unterricht gehen. Auf diesem Weg begegnete ihm der Bischof von Perugia, befragte ihn und war mit seinen Antworten so zufrieden, dass er ihn in das Seminar aufnahm, das er in seiner Diözese für mittellose Jugendliche eingerichtet hatte. Nach einer Ausbildung in Griechisch und Latein ging er nach Rom und wurde Schüler von Marcus Antonius Muretus. Der damals neunzehnjährige Bonciari blieb nur zwei Jahre an dessen Schule. Die Fortschritte, die er dort machte, veranlassten den Kardinal, ihn 1577 mit dem Posten des Direktors des Priesterseminars, in dem er ihn erzogen hatte, nach Perugia zurückzuschicken. Diese Stelle verließ er nach dem Tod seines Wohltäters, wurde später dorthin zurückberufen und besetzte auch den Lehrstuhl für Literaturwissenschaft. Diesen gab er 1590 auf, weil er vollständig erblindet war. Der neue Erzbischof rief ihn wieder zurück und wollte, dass er trotz seiner Blindheit seinen Unterricht wieder aufnahm. Bonciaris Ruf brachte ihm günstige Angebote von den Universitäten Bologna und Pisa ein. Auch Kardinal Karl Borromäus, Erzbischof von Mailand, wollte ihm die Obhut der Ambrosianischen Bibliothek anvertrauen; aber seine Blindheit diente ihm als Vorwand, alle diese Angebote abzulehnen. Marco Antonio Bonciari starb am 9. Januar 1616 an Wassersucht.

## Werke (Auswahl)
- Grammatica, Perugia, 1593, 1600, 1601, 1630, in-8°.
- Epistolæ in XII libros divisæ, Perugia, 1603, 1604, 1612, 1613, in-8°.
- Seraphidos lib. V, aliaque pia poemata, Perugia, 1606, in-12.
- Idyllia et selectarum epistolarum centuria nova, cum decuriis duabus, Perugia, 1607, in-12.
- Opuscula decem varii argumenti, Perugia, 1607, in-12.
- Extaticus, sive de ludicra poesi Dialogus, Perugia, 1607, in-8° ; 1615, in-8°.
- Triumphus augustus, sive de Sanctis Perusiæ translatis libri IV, Perugia, 1610, in-12.